# 马里眼镜蛇
马里眼镜蛇（学名：Naja katiensis，英语：Mali cobra）是非洲西部的一种射毒眼镜蛇。这种蛇能够喷射出毒液，毒液由突触神经毒素和心脏毒素构成。

## 地理分布
马里眼镜蛇的分布范围从塞内加尔到喀麦隆，在冈比亚、几内亚比绍、几内亚北部、马里南部、科特迪瓦、布基纳法索、加纳北部、多哥、尼日尔西南部和尼日利亚等地区都有目击记录。

## 栖息地
马里眼镜蛇生活在热带和亚热带的草原、稀树草原和灌木丛中。